# Edmundo
Edmundo Alves de Souza Neto, känd under artistnamnet Edmundo, född 2 april 1971 i Rio de Janeiro, Brasilien, är en före detta brasiliansk fotbollsspelare.